# Grygrów
Grygrów – wieś w Polsce położona w województwie mazowieckim, w powiecie węgrowskim, w gminie Stoczek. Ma status sołectwa.
W latach 1975–1998 miejscowość administracyjnie należała do województwa siedleckiego.
Wieś powstała po 1840, wraz z budową Huty Golicynów, jako osada kolonistów pracujących przy budowie i zaopatrzeniu huty. Jej założycielem i pomysłodawcą nazwy był właściciel huty hrabia Siergiej Grigorjewicz Golicyn.
10 września 1939 żołnierze Wehrmachtu dokonali zbrodni na mieszkańcach wsi. Zamordowali 7 osób. 
Wierni kościoła rzymskokatolickiego należą do parafii św. Michała Archanioła w Starejwsi.